# Aeroportul Wabush
Aeroportul Wabush (IATA: YWK, ICAO: CYWK) este un aeroport din Wabush⁠(d), Newfoundland și Labrador, Canada ce deservește zona Wabush⁠(d). Aeroportul a fost tranzitat în 2021 de 75.371 de pasageri. A fost numit după zona deservită.
Situat la o altitudine de 551 m, aeroportul dispune de 1 pistă. Este operat de Transport Canada⁠(d).

## Infrastructură

### Piste
Aeroportul dispune de o singură pistă. Pista are orientarea 18/36. 